# Geoffroy Dumonstier
Pour les articles homonymes, voir Famille Dumonstier.
Geoffroy Dumonstier, né vers 1510 à Saint-Étienne-du-Rouvray, et mort à Paris le 13 octobre 1573, est un peintre en miniature, décorateur et graveur français.

## Biographie
Geoffroy Dumonstier naît à Paris le 13 octobre 1573 dans une famille de peintres et dessinateurs du XVIe et XVIIe siècles. Il est le fils de Jehan Dumonstier, enlumineur à Saint-Etienne-du-Rouvray, mort vers 1514-1515, et de Marion Le Sergent. Il a un frère, Meston ou Meslon Dumonstier, exerçant la profession d'orfèvre. En octobre 1535, il vend à son cousin Cosme Dumonstier, orfèvre, deux terrains hérités de son père, à Oissel et Saint-Étienne-du-Rouvray.
Son oncle, Étienne Dumonstier, enlumineur a travaillé pour le cardinal d'Amboise au château de Gaillon. En 1528, Étienne est mentionné comme tuteur de ses neveux Geoffroy et Meslon, encore mineurs.
Quand François Ier invite Rosso Fiorentino (Le Rosso ou Maître Roux) à venir en France, en 1530, Geoffroy Dumonstier va s'attacher à lui et, selon Pierre-Jean Mariette, « devint un parfait imitateur de la manière austère et sauvage du peintre italien ». Dans les comptes du château de Fontainebleau pour les années comprises entre le 1er janvier 1537 et le 31 décembre 1540, il est porté parmi les « peintres qui ont travaillé aux ouvrages de peinture de la galerie ».
Pierre-Jean Mariette lui a attribué quelques gravures se trouvant à la Bibliothèque nationale de France. Deux pièces portent les dates de 1543 et 1547. Il est l'auteur de projets de vitraux.
L’avocat au Parlement De La Marc l'a mentionné sous le nom de Galfridus de Monasterio, pictor dans la « Chronologia inclytæ urbis Rothomagensis », pour l'année 1549, comme l’un des peintres les plus célèbres de Rouen.
Dans les registres de l'église Saint-Eustache de Paris, on lit : « Mardy 13 octobre 1573, convoy et service pour deffunct Geoffroy Dumonstier, peintre de la Royne, prins au logis de Mons, le duc frère du Roy inhumé cejourdhuy aux Innocents. »

## Œuvres

Le Jugement dernier du Christ entouré des Apôtres et de la Vierge, enluminure du Cartulaire du Bureau des Pauvres valides de Rouen - AD 76

- Adoration de l'Enfant Jésus, plume en encre noire, lavis d'indigo, 14,3 × 0,93 cm, musée du Louvre, Paris[4].
- L'Apparition du Christ à ses disciples sur la montagne de Galilée, British museum, Londres[4].
- Salomon dialoguant en songe avec Dieu, Musée national des Beaux-Arts d'Alger[4].
- Les Trois Alliances de Dieu avec les hommes, collection privée[4].
- Cartulaire du Bureau des Pauvres valides de Rouen, enluminures pleine page, Archives départementales de la Seine-Maritime, H dépôt 2 AP/38[4]